# Eichmann-Prozess

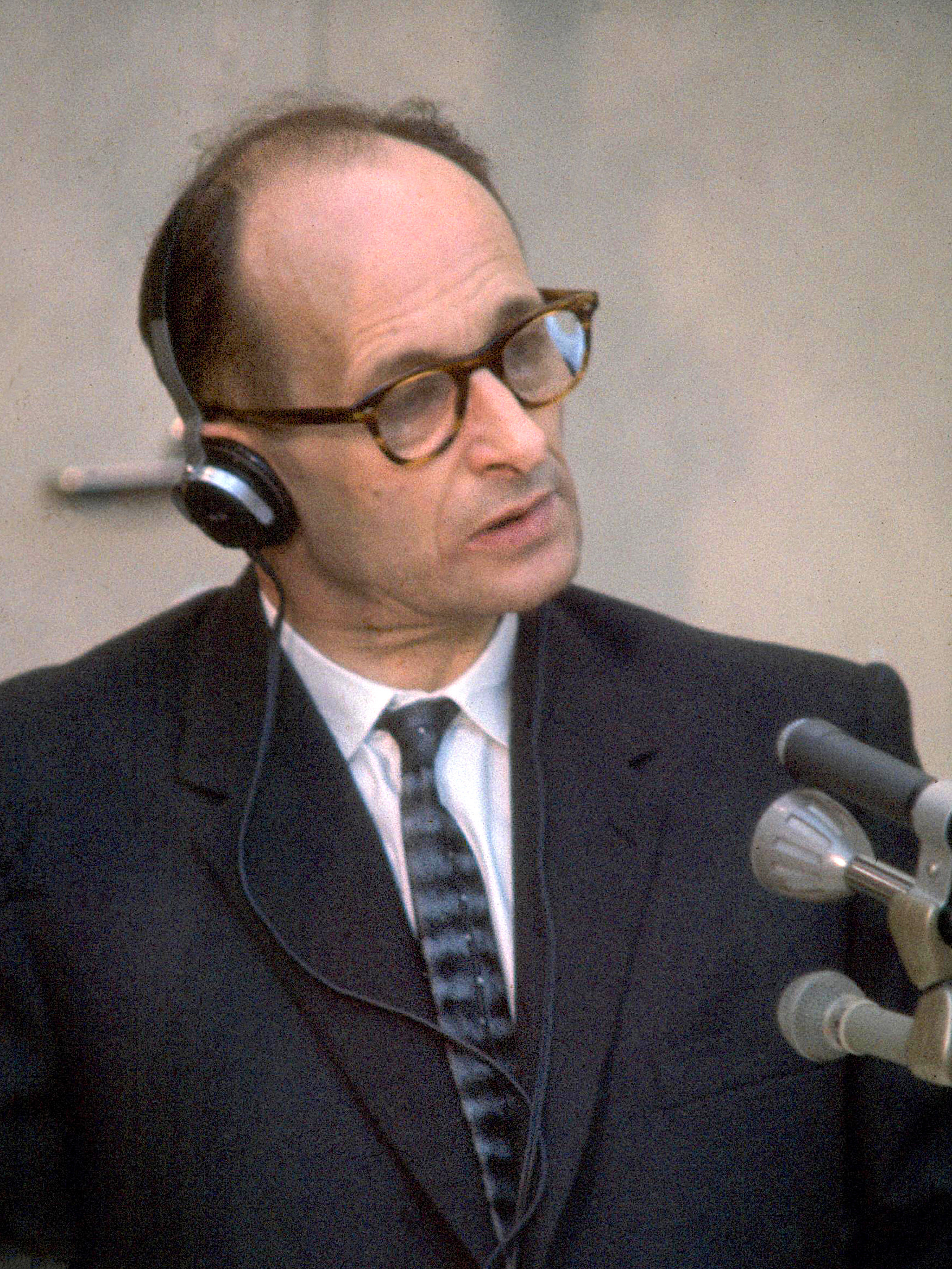
Adolf Eichmann während seines Prozesses in Jerusalem (Mai 1961)

Als Eichmann-Prozess wird das Gerichtsverfahren gegen den ehemaligen deutschen SS-Obersturmbannführer Adolf Eichmann bezeichnet, in dem dieser vor dem Jerusalemer Bezirksgericht zwischen dem 11. April und 15. Dezember 1961 für den millionenfachen Mord an Juden zur Verantwortung gezogen wurde. Das Urteil lautete auf Tod durch den Strang.
Der Prozess erregte große internationale Aufmerksamkeit und wird bis heute kontrovers diskutiert. Bekannt sind die in den allgemeinen Sprachgebrauch eingegangenen Äußerungen von Hannah Arendt, die in ihrer Publikation Eichmann in Jerusalem von der „Banalität des Bösen“ sprach.

## Eichmanns Rolle im Nationalsozialismus

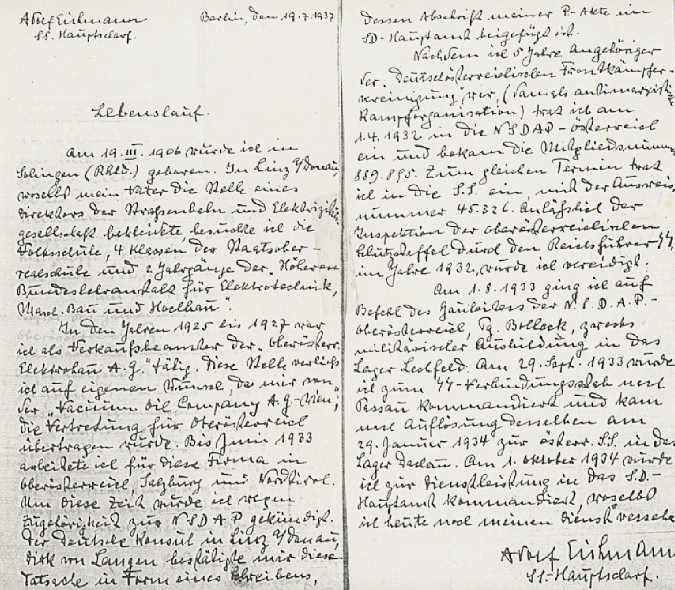
Eigenhändiger Lebenslauf Eichmanns (Juli 1937)

Adolf Eichmann war ab 1932 Mitglied der NSDAP und der SS, ab 1934 war er Mitglied des Sicherheitsdienstes (SD). Insbesondere als Leiter der Zentralstellen für jüdische Auswanderung in Wien und  in Prag 1938 und 1939, als Geschäftsführer der Reichszentrale für jüdische Auswanderung in Berlin ab 1939 und als Referatsleiter für „Judenangelegenheiten“ im Reichssicherheitshauptamt in Berlin („Eichmannreferat“) ab 1940 war er mit der Planung und Durchführung der systematischen Judenverfolgung im Dritten Reich befasst, von Arisierung und Vertreibung („forcierte Auswanderung“) über Pläne zur Massenumsiedlung (1939 Nisko-Plan, 1940 Madagaskarplan) bis hin zu den planmäßigen Deportationen und der Ermordung in Konzentrations- und Vernichtungslagern in ganz Europa. Eichmann gilt mit seinen Vorgesetzten Heinrich Himmler, Reinhard Heydrich, Ernst Kaltenbrunner und Heinrich Müller sowie anderen Verantwortlichen, etwa Hans Frank, Odilo Globocnik oder Rudolf Höß, als eine der Schlüsselfiguren bei der „Endlösung der Judenfrage“.
Eichmann selbst besuchte das Generalgouvernement, das Warschauer Ghetto und verschiedene Lager, darunter das KZ Auschwitz, wo er die Gaskammern besichtigte. Auf Dienstreisen in die meisten der von der deutschen Wehrmacht besetzten Gebiete organisierte er die durchzuführenden Transporte. Zudem nahm er im Januar 1942 als Protokollführer an der Wannseekonferenz teil, in der über die „Endlösung der Judenfrage“ beraten wurde. Eichmann organisierte im März und Oktober 1942 noch zwei Folgekonferenzen, die in seinem Referat in Berlin stattfanden. Die Sprache seines Protokolls, das später der Staatsanwaltschaft in Jerusalem als Beweismittel diente, ist beispielhaft für seinen verharmlosend-bürokratischen Stil.
Eichmann wird die massenhafte Tötung durch Giftgas (Zyklon B) in den Vernichtungslagern zugeschrieben. Sein Stellvertreter Rolf Günther hatte im Juni 1942 Kurt Gerstein mit der Beschaffung von 100 kg Blausäure beauftragt. Dass diese zur Tötung von Menschen bestimmt war, unterlag seinerzeit als Geheime Reichssache der höchsten Geheimhaltungsstufe.
Im Nürnberger Prozess gegen die Hauptkriegsverbrecher 1945/46 war Eichmann nicht angeklagt, da es ihm gelang, mit falschen Namen unterzutauchen und später ins Ausland zu fliehen. Im Hauptkriegsverbrecher-Prozess wurde die planmäßige Ermordung von Millionen Juden (Holocaust) nur unzureichend und nur als ein Anklagepunkt neben anderen verhandelt.

## Vor dem Prozess

### Verhaftung und Ermittlungen

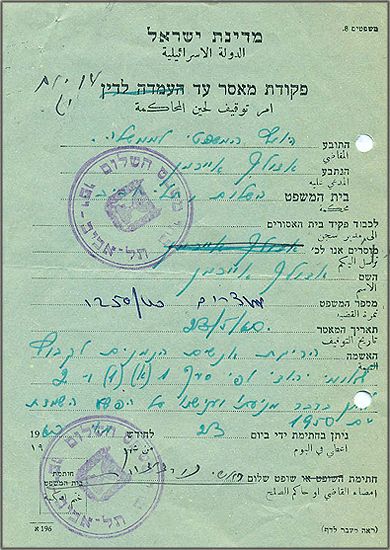
Haftbefehl vom 23. Mai 1960

Nach Ende des Zweiten Weltkrieges gelang Eichmann entlang der sogenannten Rattenlinie die Flucht nach Argentinien, wo er mit gefälschten Papieren unter den Namen Otto Henninger und Ricardo Clement lebte. Am 11. Mai 1960 wurde er von israelischen Agenten in Buenos Aires festgenommen und – da das Auslieferungsabkommen zwischen Israel und Argentinien noch nicht ratifiziert worden war und man Eichmanns Flucht befürchtete – am 22. Mai 1960 nach Israel entführt. Der Distriktsrichter in Haifa erließ am 23. Mai 1960 den Haftbefehl gegen Eichmann.
Eichmanns Entführung führte zu diplomatischen Verwicklungen. In der Resolution 138 vom 23. Juni 1960 verurteilte der Sicherheitsrat der Vereinten Nationen das Vorgehen Israels als Verletzung der Souveränität Argentiniens und verlangte Wiedergutmachung, erkannte aber eine Anklage Eichmanns angesichts der ihm vorgeworfenen Verbrechen grundsätzlich an. Auch die damalige israelische Außenministerin Golda Meir hatte die ausnahmsweise Verletzung des Völkerrechts mit den historisch beispiellosen Verbrechen Eichmanns und dem besonderen Strafverfolgungsinteresse gerechtfertigt. Am 3. August 1960 erklärten Argentinien und Israel die Angelegenheit übereinstimmend für erledigt.
Die Bundesregierung hatte kein Interesse an einer Auslieferung Eichmanns an die deutsche Justiz. Ein Antrag des hessischen Generalstaatsanwalts Fritz Bauer blieb ebenso erfolglos wie ein Ersuchen Eichmanns selbst. Inoffiziell stimmte eine interministerielle Arbeitsgruppe die beiderseitigen Interessen bezüglich der Anklage und der Prozessführung mit der israelischen Regierung ab.
Mit der Leitung der Verhöre war Avner Werner Less betraut. Die Ermittlungen dauerten neun Monate.
Am 1. Februar 1961 wurde die Mitteilung der Belastungspunkte (notice of charge) dem 54-jährigen Angeklagten zugestellt. Gleichzeitig wurden der Verteidigung das polizeiliche Vernehmungsprotokoll von über 3000 Seiten sowie 1300, später insgesamt 1600 Dokumente in Abschrift übergeben. Den Großteil stellten bei Ende des Zweiten Weltkriegs im damaligen Auswärtigen Amt sichergestellte Akten dar, die bereits im Nürnberger Prozess gegen die Hauptkriegsverbrecher von der Anklage verwendet worden waren. Die Verteidigung verzichtete am 12. Februar 1961 auf die Durchführung eines Vorverfahrens.

### Anklage
Die Generalstaatsanwaltschaft erhob am 21. Februar 1961 vor dem zuständigen Jerusalemer Bezirksgericht Anklage gegen Adolf Eichmann (Attorney-General of the Government of Israel v. Eichmann, Criminal Case No. 40/61). Hauptankläger war der Generalstaatsanwalt Gideon Hausner.
Die 15 Anklagepunkte lassen sich in vier Kategorien unterteilen:
- Kategorie 1: Verbrechen gegen das jüdische Volk
  - 1. Anklagepunkt: Verursachung des Todes von Millionen von Juden durch Vernichtungslager, Einsatzgruppen, Arbeitslager, Konzentrierung und Massendeportation
  - 2. Anklagepunkt: Schaffung von Lebensbedingungen für Millionen von Juden, durch die diese physisch vernichtet werden sollten
  - 3. Anklagepunkt: Verursachung schwerer körperlicher und seelischer Schäden für Millionen von Juden in Europa
  - 4. Anklagepunkt: Vorbereitung von Maßnahmen für die Sterilisation der Juden, um Geburten von Juden zu verhindern

- Kategorie 2: Verbrechen gegen die Menschlichkeit
  - 5. Anklagepunkt: Verursachung der Ermordung, Vernichtung, Versklavung und Deportation der jüdischen Bevölkerung
  - 6. Anklagepunkt: Verfolgung von Juden aus nationalen, rassischen, religiösen und politischen Motiven
  - 7. Anklagepunkt: Durchführung der Ausplünderung von Juden durch unmenschliche Maßnahmen, einschließlich Raub, Zwang, Terror und Quälerei
  - 9. Anklagepunkt: Deportation einer halben Million Angehöriger der polnischen Zivilbevölkerung von ihren Wohnorten mit der Absicht, an ihrer Stelle Deutsche anzusiedeln
  - 10. Anklagepunkt: Deportation von 14.000 Angehörigen der slowenischen Zivilbevölkerung von ihren Wohnorten mit der Absicht, an ihrer Stelle Deutsche anzusiedeln
  - 11. Anklagepunkt: Deportation von Zehntausenden Roma, sowie ihre Zusammentreibung, Transportierung und Ermordung in den Vernichtungslagern
  - 12. Anklagepunkt: Deportation von ungefähr 100 Kindern aus der Zivilbevölkerung des Dorfes Lidice in der Tschechoslowakei und ihr Transport nach Polen zum Zwecke der Vernichtung

- Kategorie 3: Kriegsverbrechen
  - 8. Anklagepunkt: Misshandlung, Deportation und Ermordung von Juden

- Kategorie 4: Mitgliedschaft in einer verbrecherischen Organisation
  - 13. Anklagepunkt: Mitgliedschaft in der SS
  - 14. Anklagepunkt: Mitgliedschaft im Sicherheitsdienst des Reichsführers SS
  - 15. Anklagepunkt: Mitgliedschaft in der Gestapo

Es gab keine Nebenkläger. Während der Voruntersuchung hatten mehrere Geschädigte beantragt, zur Geltendmachung von Schadenersatzansprüchen als Nebenkläger zugelassen zu werden. Nachdem Bedenken gegen ihre Zulassung aufgetreten waren, erhoben die Geschädigten vor den Zivilgerichten in Haifa und Jerusalem Schadenersatzklagen, die die Gerichte aber in Abwesenheitsverfahren mangels hinreichender Klagebegründung abwiesen.

### Verteidiger
Der Kölner Rechtsanwalt Robert Servatius, der mehrere Angeklagte in den Nürnberger Prozessen verteidigt hatte, übernahm ab Juni 1960 auf Wunsch der Angehörigen Eichmanns und unter Mitwirkung der Zentralen Rechtsschutzstelle des Auswärtigen Amts die Verteidigung. Es assistierte ihm der junge Münchener Rechtsanwalt Dieter Wechtenbruch. Anlässlich des Prozesses wurde ein Gesetz erlassen, das ausländischen Anwälten den Zugang zu einem israelischen Gericht gewährte, da dem geltenden Verfahrensrecht nach nur ein israelischer Staatsangehöriger die Vertretung eines Angeklagten vor einem Gericht in Israel vornehmen konnte. Obwohl sich israelische Anwälte zur Verteidigung Eichmanns im Interesse eines rechtsstaatlichen Verfahrens anboten, sah man von dieser Option aufgrund zweier Überlegungen ab: Einerseits wäre ein israelischer Verteidiger Gefahr gelaufen, die israelische Öffentlichkeit gegen sich aufzubringen und überdies dem Verdacht ausgesetzt gewesen, die Verteidigung in diesem Fall möglicherweise nicht hinreichend auszuführen.
Servatius erhielt ein Honorar in Höhe von 20 000 US-Dollar aus dem israelischen Justizministerium, dazu Zahlungen der Familie Eichmanns; außerdem erzielte er Einnahmen aus der Veröffentlichung seines Plädoyers im Herbst 1961.

## Rechtsgrundlagen für den Prozess
Grundlage der Anklage und der Verurteilung Eichmanns war das von Justizminister Pinchas Rosen eingebrachte, von der Knesset am 1. August 1950 verabschiedete und am 9. August 1950 veröffentlichte Gesetz zur Bestrafung von Nazis und Nazihelfern. Dieses orientierte sich am Londoner Statut von 1945, das die Durchführung der Nürnberger Prozesse ermöglicht hatte. Ergänzend verwies es auf das israelische Strafgesetzbuch, den „Criminal Code Ordinance“ (CCO) von 1936.
Schon zu Beginn des Prozesses, aber auch im Berufungsverfahren brachte Eichmanns Verteidiger prozesshindernde Einwendungen vor. Das Gesetz von 1950 könne wegen Verstoßes gegen das strafrechtliche Rückwirkungsverbot keine Zuständigkeit eines israelischen Gerichts begründen für die Aburteilung von Taten, die vor der Gründung Israels und außerhalb seines Staatsgebiets verübt worden waren. Die Eichmann zur Last gelegten Taten seien zudem „acts of state“ gewesen, also Hoheitsakte des Deutschen Reiches, die völkerrechtlich der Jurisdiktion eines fremden Staates nicht unterworfen seien und für die Eichmann auch persönlich vor einem ausländischen Gericht nicht belangt werden könne. Der Verteidiger rügte, dass die israelische Regierung Eichmann ohne die Zustimmung Argentiniens nach Israel habe verschleppen lassen, und bezweifelte, dass jüdische Richter ihm gegenüber die erforderliche Unbefangenheit aufbringen könnten.
Das Gericht wies diese Einwände in beiden Instanzen zurück und berief sich auf das so genannte Weltrechtsprinzip. Nach diesem können schwere Menschenrechtsverletzungen wie Völkermord auch von einem Gericht außerhalb des eigentlichen Tatbereichs geahndet werden – in diesem Fall dem Staat Israel. Nachdem auf dieser Grundlage die Nürnberger Prozesse von den Alliierten geführt worden waren, war es nun an Israel, entsprechend die Aburteilung eines der Hauptverbrecher des Nationalsozialismus zu betreiben.
Ein allgemeines Rückwirkungsverbot sei im Völkerrecht nicht anerkannt. Die Eichmann zur Last gelegten Verbrechen seien im Übrigen ein so schwerwiegender Verstoß gegen die universellen Grundsätze der Menschlichkeit, dass er nicht von deren Straflosigkeit habe ausgehen können. Ebenso wenig könnten Verbrechen gegen die Menschlichkeit als vermeintliche Hoheitsakte den Schutz staatlicher Souveränität und damit Straflosigkeit beanspruchen.
Es stellte kein Strafverfolgungshindernis dar, dass Eichmann ohne seinen Willen von Argentinien nach Israel gebracht worden war. Nach damals geltender Rechtsauffassung konnte ein Angeklagter den Umstand, von einem Land, in dem er sich aufgehalten hatte, in ein anderes Land, das ihn strafrechtlich belangen wollte, entführt worden zu sein, nicht als Verletzung eines eigenen, subjektiven Rechts geltend machen. Vielmehr wurde dieses Vorgehen allein als Verletzung der Souveränität des Landes, in dem sich der Verhaftete aufgehalten hatte, angesehen. Nur dieses konnte bei dem Land, in das der Verhaftete entführt worden war, intervenieren. So hatte es Argentinien durch die Anrufung des Sicherheitsrates der Vereinten Nationen und die anschließende gütliche Streitbeilegung mit Israel auch getan. Der völkerrechtliche Grundsatz male captus bene detentus (zu Unrecht gefangen, zu Recht inhaftiert) war seinerzeit international anerkannt, wird inzwischen aber in Frage gestellt.

## Der Prozess

### Beweisaufnahme

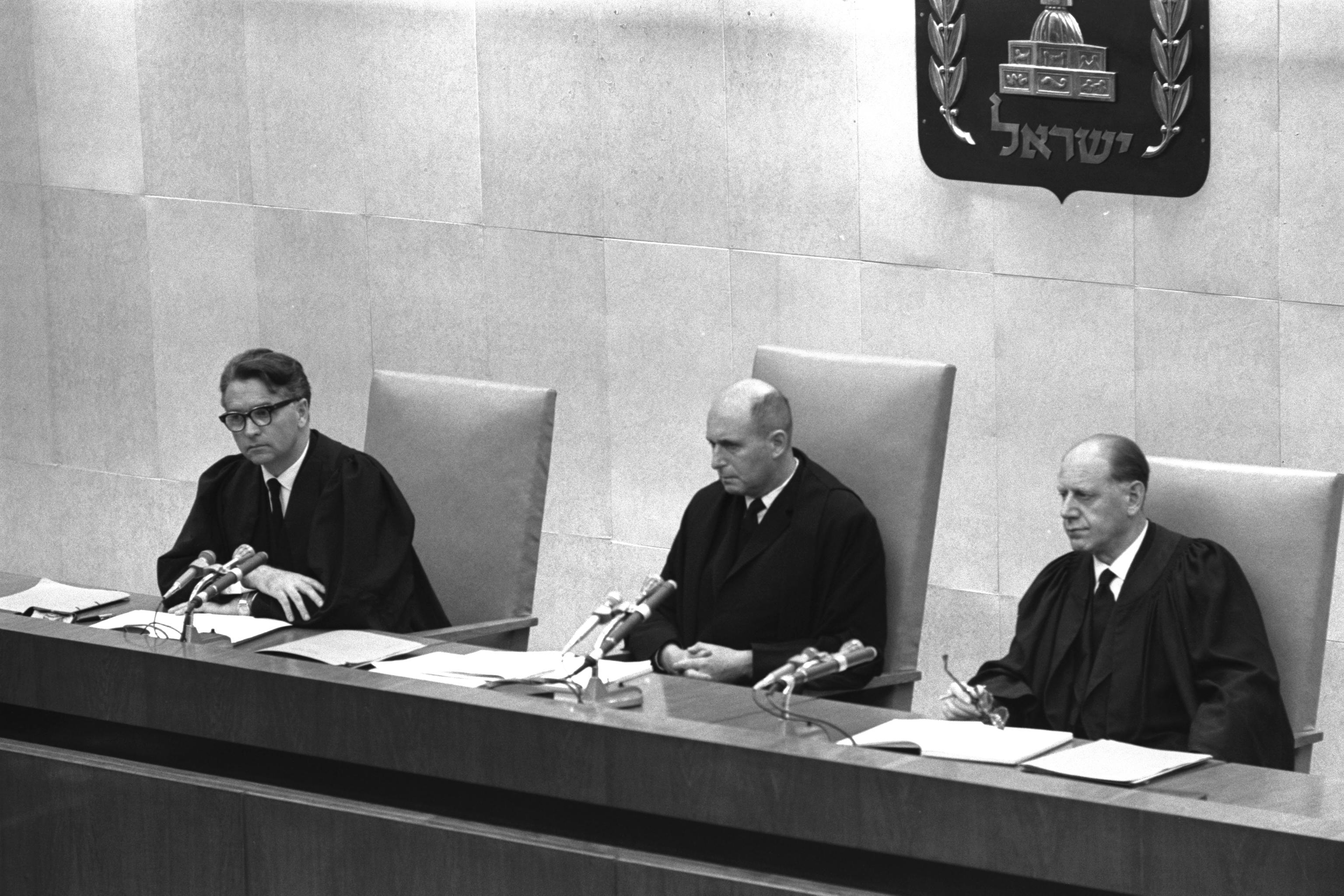
Die Richter des Jerusalemer Bezirksgerichts, von links: Benjamin Halevi, Moshe Landau, Yitzhak Raveh

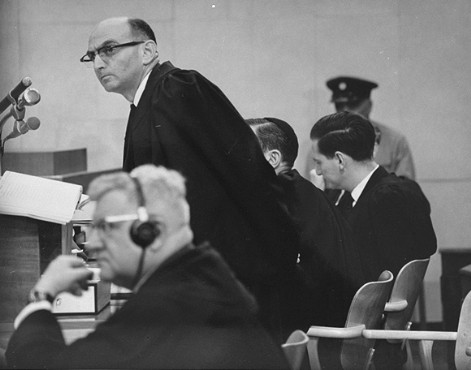
Verteidiger Robert Servatius (vorn) und Generalstaatsanwalt Gideon Hausner (stehend, zu Eichmann blickend) während des Kreuzverhörs

Das Hauptverfahren im Prozess gegen Adolf Eichmann begann am 11. April 1961 im Haus des Volkes (hebräisch בית העם Beit Ha'am) (heute Gerard Behar Center, hebräisch מרכז ז'ראר בכר) im Zentrum Jerusalems. Vorsitzender Richter war Moshe Landau, die Beisitzer waren Benjamin Halevi und Yitzhak Raveh. Es gab keine Geschworenen.
Um die Verhandlung zu dokumentieren, erhielt die US-amerikanische Produktionsfirma Capital Cities Broadcasting Corporation die exklusive Drehgenehmigung im Gerichtssaal.
Als einziger Gerichtszeichner wurde Miron Sima zugelassen, dessen Bilder und Zeichnungen von dem Prozess Weltruhm erlangten.
Beweismittel waren rund 100 Zeugen, die meisten von ihnen Überlebende des Holocaust. Unter ihnen waren beispielsweise der Vater von Herschel Grynszpan, Repräsentanten der ehemaligen Reichsvereinigung der Juden in Deutschland sowie Angehörige des bewaffneten jüdischen Widerstands wie der Partisanenführer Abba Kovner oder Jitzhak Zuckerman, der am Aufstand im Warschauer Ghetto beteiligt gewesen war. Für die Verteidigung wurden diverse eidesstattlich versicherte Zeugenaussagen verlesen wie die von Erich von dem Bach-Zelewski, Richard Baer, Kurt Becher, Theodor Horst Grell, Wilhelm Höttl, Walter Huppenkothen, Hans Jüttner, Herbert Kappler, Hermann Krumey, Max Merten, Franz Novak, Franz Alfred Six, Alfred Slawik, Eberhard von Thadden, Edmund Veesenmayer und Otto Winkelmann. Diese Zeugen waren nicht persönlich erschienen, da sie befürchtet hatten, in Israel ebenso wie Eichmann selbst strafrechtlich belangt zu werden.
Ebenso wurden Zeugenaussagen der bereits verurteilten und hingerichteten Rudolf Höß und Dieter Wisliceny miteinbezogen. Eine von Alois Brunner verfasste Erklärung zugunsten Eichmanns wurde von der Verteidigung nicht eingebracht. Außerdem wurde der Sachverständige Gustave M. Gilbert gehört.
Der Kommentator der Nürnberger Rassegesetze und Chef des Bundeskanzleramts Hans Globke wurde nicht als Zeuge geladen, was im Jahr 1963 zum Globke-Prozess vor dem Obersten Gericht der DDR führte. Ebenso wenig waren Eichmanns Exil in Argentinien nach 1945, die Zusammenarbeit der deutschen Konzerne mit den Nazis oder die SS- und Gestapoleute, die in der Bundesrepublik Deutschland immer noch hohe Posten bekleideten, Gegenstand der Beweisaufnahme.
Eichmann selbst verteidigte sich während des gesamten Prozesses immer wieder mit der Begründung, er habe nur auf Befehle hin nach dem so genannten Führerprinzip gehandelt und sich somit nicht im juristischen Sinne schuldig gemacht. Auch sei er nie direkt an der Ermordung oder Deportation von Menschen beteiligt gewesen, sondern habe lediglich als „Rädchen im System“ Befehle weitergegeben. In einer Tonbandaufnahme vor seiner Entführung aus Argentinien hatte er sich dagegen noch ganz anders gegenüber alten Nazis geäußert: „Ich bereue gar nichts. […] Ich krieche nicht zu Kreuze.“ Er bedauerte darin, nicht 11 oder 12 Millionen Juden in die Vernichtungslager geschickt zu haben. Er empfand sich daher als Versager im nationalsozialistischen System. Die Tondokumente und Abschriften der von Willem Sassen und Dr. Ernst Chlan, alias Dr. Langer, mit Eichmann in Argentinien geführten Interviews wurden zwar nicht in Gänze als Urkundsbeweis der Anklage zugelassen, von Eichmann eigenhändig redigierte Auszüge konnten ihm im Kreuzverhör aber vorgehalten und so als Bestandteil seiner Zeugenaussage in den Prozess eingeführt werden.
In einem Kasten aus Panzerglas vor Angriffen geschützt, gestand der Angeklagte letztlich ein, dass es sich bei dem Judenmord um eines der schwersten Verbrechen in der Menschheitsgeschichte handle, für das er selbst jedoch in keiner Weise verantwortlich sei. Er betonte in seinem Schlusswort, nur auf Befehl gehandelt zu haben. Hätte man ihn aufgefordert, selbst Morde zu begehen, hätte er sich diesem Befehl nur durch Selbstmord entziehen können.
Robert Servatius beantragte in seinem Plädoyer, das Verfahren einzustellen und Eichmann außer Verfolgung zu setzen, da die Eichmann vorgeworfenen Taten nach dem Recht Argentiniens, aus dem Eichmann nach Israel entführt worden war, bereits verjährt gewesen seien.
Am 14. August 1961 vertagte sich das Gericht mit der Ankündigung, sein Urteil nicht vor November 1961 zu verkünden.

### Urteil
Die Verlesung des Urteils begann am 11. Dezember 1961 und endete am 15. Dezember 1961, dem 121. Sitzungstag, mit dem Ausspruch der Todesstrafe. Der Schuldspruch und das Strafmaß beruhten sowohl auf Eichmanns ungebrochenem und von ihm selbst so bezeichneten Antijudaismus als auch seinen Funktionen und seinen tatsächlichen Befugnissen als Referatsleiter für „Judenangelegenheiten“ im Reichssicherheitshauptamt, die über seinen offiziellen Rang als Obersturmbannführer und die formellen Geschäftsverteilungspläne weit hinausgingen. Das Gericht war überzeugt, dass Eichmann keinen Gewissenskonflikt empfunden, sondern sich die ihm erteilten Befehle zu eigen gemacht und stets aus innerer Überzeugung ausgeführt hatte. Zudem hatte er sich auch eigene Befehlsgewalt angemaßt. Deshalb konnte er sich nicht strafmildernd darauf berufen, auf höheren Befehl gehandelt zu haben (Befehlsnotstand).
Nach dem Ergebnis der Beweisaufnahme, nicht zuletzt aufgrund der Zeugenaussagen von ehemaligen Mitarbeitern Eichmanns wie Dieter Wisliceny oder der von Josef Löwenherz für den Prozess zusammengestellten schriftlichen Erklärung, kam Eichmann eine führende Rolle bei der Planung, Organisation, Ausführung und Überwachung des Holocaust zu, nicht nur bei der Deportation und Ermordung der ungarischen Juden im Jahr 1944 durch das Sonderkommando Eichmann. Dies ergab sich auch aus vielen erhaltenen Dokumenten, wie Besprechungsprotokollen, dienstlicher Korrespondenz, von Eichmann unterzeichneten Deportationsbefehlen oder Statistiken über von Eichmann veranlasste Transporte (Korherr-Bericht), mit denen Generalstaatsanwalt Hausner ihn im Kreuzverhör konfrontiert hatte. Außerdem war Eichmann durch die Aussagen von Hermann Göring, Ernst Kaltenbrunner, Hans Frank und Joachim von Ribbentrop im Nürnberger Prozess gegen die Hauptkriegsverbrecher schwer belastet worden. Danach war Eichmann als enger Vertrauter von Heinrich Himmler und Reinhard Heydrich die treibende Kraft bei der Endlösung der Judenfrage, die er „so schnell wie möglich“ erledigen wollte.

## Nach dem Urteil

### Bestätigung des Urteils
Eichmann und sein Anwalt legten am 17. Dezember Revision zum israelischen Obersten Gericht ein (Adolf Eichmann v. The Attorney General, Criminal Appeal No. 336/61). Nach sechs Sitzungen bestätigte das fünfköpfige Richterkollegium unter Vorsitz des damaligen Gerichtspräsidenten Jitzchak Olshan am 29. Mai 1962 das Urteil des Bezirksgerichts.

### Gnadengesuche
Ebenfalls am 29. Mai richtete Eichmann ein Gnadengesuch an den israelischen Präsidenten Jizchak Ben Zwi, in dem er erneut bekräftigte, dass eine Grenze zu ziehen sei „zwischen den verantwortlichen Führern und den Personen, die, wie ich, lediglich Instrument der Führung sein mussten. Ich war kein verantwortlicher Führer und fühle mich daher nicht schuldig.“ Daneben hatten auch Eichmanns Verteidiger Robert Servatius, seine Ehefrau Vera, seine Geschwister Robert, Emil Rudolf, Otto und Friedrich Eichmann sowie Irmgard Müllner, außerdem der jüdische Religionswissenschaftler Martin Buber darum ersucht, das Todesurteil nicht zu vollstrecken. Ben Zwi jedoch lehnte alle Gnadengesuche ab.

### Vollstreckung
In der Nacht zum 1. Juni 1962 wurde Eichmann gehängt. Eichmanns Leichnam wurde verbrannt und die Asche außerhalb der israelischen Hoheitsgewässer ins Mittelmeer gestreut, um zu verhindern, dass sein Grab zur Gedenkstätte würde.
Adolf Eichmann und John Demjanjuk waren die einzigen Nationalsozialisten, die jemals in Israel vor Gericht gebracht und von der israelischen Justiz zum Tode verurteilt wurden. Demjanjuk wurde jedoch 1993 im Berufungsverfahren freigesprochen. Seit der Staatsgründung Israels wurden nur zwei Angeklagte in Israel hingerichtet: Meir Tobianski als vermeintlicher Verräter am 30. Juni 1948 (sechs Wochen nach der Staatsgründung, er wurde postum rehabilitiert) und Adolf Eichmann. Für andere Straftaten als Verbrechen gegen das jüdische Volk, Verbrechen gegen die Menschlichkeit und Kriegsverbrechen sieht das israelische Recht keine Todesstrafe vor (siehe Todesstrafe in Israel).
Eichmanns Henker Schalom Nagar verstarb am 27. November 2024 86-jährig in Israel.

## Rezeption

### In- und Ausland
Der Prozess gegen Eichmann erregte internationales Aufsehen und wurde weltweit mit großem Interesse von den Medien verfolgt, insbesondere aber in Deutschland und Israel, da er die planmäßige Tötung der europäischen Juden erstmals in das öffentliche Bewusstsein rief. Bis zu 38 Länder und 80 % der damals möglichen Zuschauer verfolgten laut dem verantwortlichen Filmproduzenten Milton Fruchtman den Prozess. Wenn auch seine schwere Schuld unumstritten war, so eignete sich der unscheinbare Adolf Eichmann wenig, um den Mord an 6 Millionen Juden zu erklären. Dafür wurde seit dem ersten Frankfurter Auschwitzprozess (1963–1965) der Begriff Schreibtischtäter üblich.
Der Eichmann-Prozess führte dazu, dass die Verfolgung von NS-Tätern in der Bundesrepublik Deutschland intensiviert wurde, zum Beispiel bei der Vorbereitung des Majdanek-Prozesses in Düsseldorf (1975–1981). Die NS-Vergangenheit wurde auch Thema im deutschen und israelischen Schulunterricht und stieß eine intensive wissenschaftliche Erforschung an. Der Eichmann-Prozess und ähnliche Verfahren sollen bis in die Gegenwart an den systematischen Massenmord erinnern und einer Verdrängung und Leugnung des Holocaust entgegenwirken.
Zu Meinungsverschiedenheiten führten in der internationalen wie der israelischen Presse, dass der Prozess in einem umgebauten Theater (Beit Ha’am, bedeutet so viel wie Gemeinschaftshaus) stattfand, und seine ungewöhnliche Inszenierung, zum Beispiel die Unterbringung Eichmanns in einem Glaskasten und die hinter Tüchern versteckten Kameras, die – im Gegensatz zu bis dahin üblicher Praxis – das Publikum das Geschehen im Saal live mitverfolgen ließen. Auch erfolgte die redaktionelle Auswahl der international ausgestrahlten Szenen durch eine einzige US-amerikanische Filmfirma, Capital Cities Broadcasting Corporation.
Die Bilder und Tonaufnahmen des Eichmann-Prozesses wurden zu Ikonen des Holocaust. Viele Dokumentationen griffen auf die vom damaligen Filmteam gewählten Zooms, Ausschnitte und Perspektiven zurück. Der Eichmann-Prozess, seine Zitate und Bilder läuteten eine Wende in der westdeutschen Vergangenheitsbetrachtung ein. Er führte zu neuem Interesse und zum Ende der bis dahin in Westdeutschland vorherrschenden Verdrängung in Bezug auf die Judenvernichtung.
Das Urteil des israelischen Supreme Court war wegen seiner ausführlichen juristischen Begründung wegweisend für die weitere Entwicklung des Völkerstrafrechts. So sind in den meisten Mitgliedstaaten der Vereinten Nationen inzwischen nationale Gerichte für die Ahndung von Völkermord, Kriegsverbrechen, Verbrechen gegen die Menschlichkeit und Folter zuständig, auch wenn die Tat von fremden Staatsangehörigen und im Ausland begangen wurde. Die nationalen Gerichte bearbeiten weitaus mehr Verfahren als der Internationale Strafgerichtshof in Den Haag. Die wenigsten nationalen Verfahren enden allerdings mit einer Verurteilung. Beispielhaft hierfür ist das Strafverfahren gegen den früheren chilenischen Diktator Augusto Pinochet.

### Hannah Arendt
In ihrem Buch Eichmann in Jerusalem berichtet die jüdische Politologin Hannah Arendt vom Prozess gegen Eichmann.
Bekannt wurde ihre Veröffentlichung von 1963 vor allem durch ihre Beurteilungen Eichmanns selbst, den sie, wenn auch als „größten Verbrecher seiner Zeit“, so dennoch als „Hanswurst“ beschreibt. Sie prägt den Begriff „Banalität des Bösen“, den ihr Buch zugleich als Untertitel trägt. Das größte Missverständnis des Buches besteht in der Deutung, Arendt habe Eichmann lediglich als Befehlsempfänger gesehen. Arendt beschreibt Eichmann als tätigen Menschen, als einen, der mit viel Eifer und Einfallsreichtum die Vernichtung der europäischen Juden vorantrieb. Er organisierte und trieb voran, getragen von seiner „Ideologie der Sachlichkeit“, immer das vermeintliche „Gesetz des Führers“ verfolgend. Insofern sei er wie die meisten Nationalsozialisten ein völlig durchschnittlicher Mensch gewesen, woraus viele Leser den Schluss zogen, jeder Mensch sei in entsprechenden Situationen zu solchen Gräueltaten bereit, was Arendt verneinte. Der stellvertretende Ankläger Gabriel Bach wirft Arendt vor, Fakten aus dem Prozess falsch dargestellt zu haben. So habe sie ignoriert, dass „Eichmann Hitlers Befehl hinterging, um noch mehr Juden zu ermorden“.
Sie stieß mit ihren Veröffentlichungen nicht nur in der jüdischen Welt auf Ablehnung. Das Buch und die 1965 gehaltene Vorlesungsreihe Über das Böse sind bis heute Teil der internationalen Diskussion über den Prozess.

## Prozessakten
Das israelische Nationalarchiv hat zum 80. Jahrestag der Befreiung des NS-Vernichtungslagers Auschwitz im Januar 2025 380.000 Seiten Prozessakten online gestellt.

## Filme
- Der Eichmann Prozess, französischer Fernsehdokumentarfilm aus dem Jahr 1997/2011 von Michaël Prazan mit Originalaufnahmen des Prozesses.[41]
- Eichmann,  ungarisch-britische Coproduktion von 2007
- The Eichmann Show, britischer Film aus dem Jahr 2015 über die verantwortliche Filmproduktion
- Operation Finale, amerikanisches historisches Filmdrama von Chris Weitz aus dem Jahr 2018
- Youtube-Kanal mit Kameraaufnahmen des Prozesses; betrieben von der Gedenkstätte Yad Vashem und dem israelischen Zentralarchiv.
- Eine Epoche vor Gericht. Sonderberichterstattung des deutschen Fernsehens über den Eichmann-Prozess in Jerusalem. Regie: Joachim Besser, Peter Schier-Gribowsky, Gösta von Uexküll, Norddeutscher Rundfunk 1961. Bayerischer Rundfunk, 2021, 485 Min. (Teile 1 bis 3 in der BR Mediathek).
- Operation Eichmann (1961), US-Kinofilm[42]